# Ferdinand Haasenstein

Ferdinand Haasenstein

Carl Ferdinand Eduard Haasenstein (* 13. Februar 1828 in Gräfentonna (Thüringen); † 22. Mai 1901 in Birkenwerder bei Berlin) war ein deutscher Buchhändler und Gründer der ersten Annoncen-Expedition Europas, dem Vorläufer der späteren Werbeagenturen.

## Leben
Ferdinand Haasenstein lernte 1845–1848 in Erfurt Buchhandel. Mit 26 eröffnete er in Altona seine eigene Buchhandlung. Im Februar 1855 gründete er die „Annoncen-Expedition Ferdinand Haasenstein“. Die Annoncen-Expedition war das erste Unternehmen, das auf dem Gebiet der Werbung systematisch tätig war. Haasensteins Beispiel fand bald zahlreiche Nachahmer und führte schließlich zu den modernen Werbefirmen und Werbeagenturen. Zusammen mit dem ehemaligen Landwirt Adolf Vogler († 1899) wurde Haasensteins Agentur ab 1858 als Offene Handelsgesellschaft unter dem Firmennamen Haasenstein & Vogler weitergeführt. Haasenstein selbst lenkte die sich nach und nach über ganz Deutschland verbreitende Organisation zuerst von Altona, dann von Leipzig und ab 1888 von Berlin aus. Zur Unterrichtung der Kunden über das Angebot von Anzeigenraum gab Haasenstein 1866 erstmals in Deutschland einen Anzeigenkatalog heraus. 1889 wurde die Firma in eine Aktiengesellschaft umgewandelt, in der Haasenstein nicht mehr leitend tätig war. Er blieb jedoch bis zu seinem Tode Vorsitzender des Aufsichtsrates.
Seine letzte Ruhestätte befindet sich nach Umbettung auf dem Südwestkirchhof Stahnsdorf.

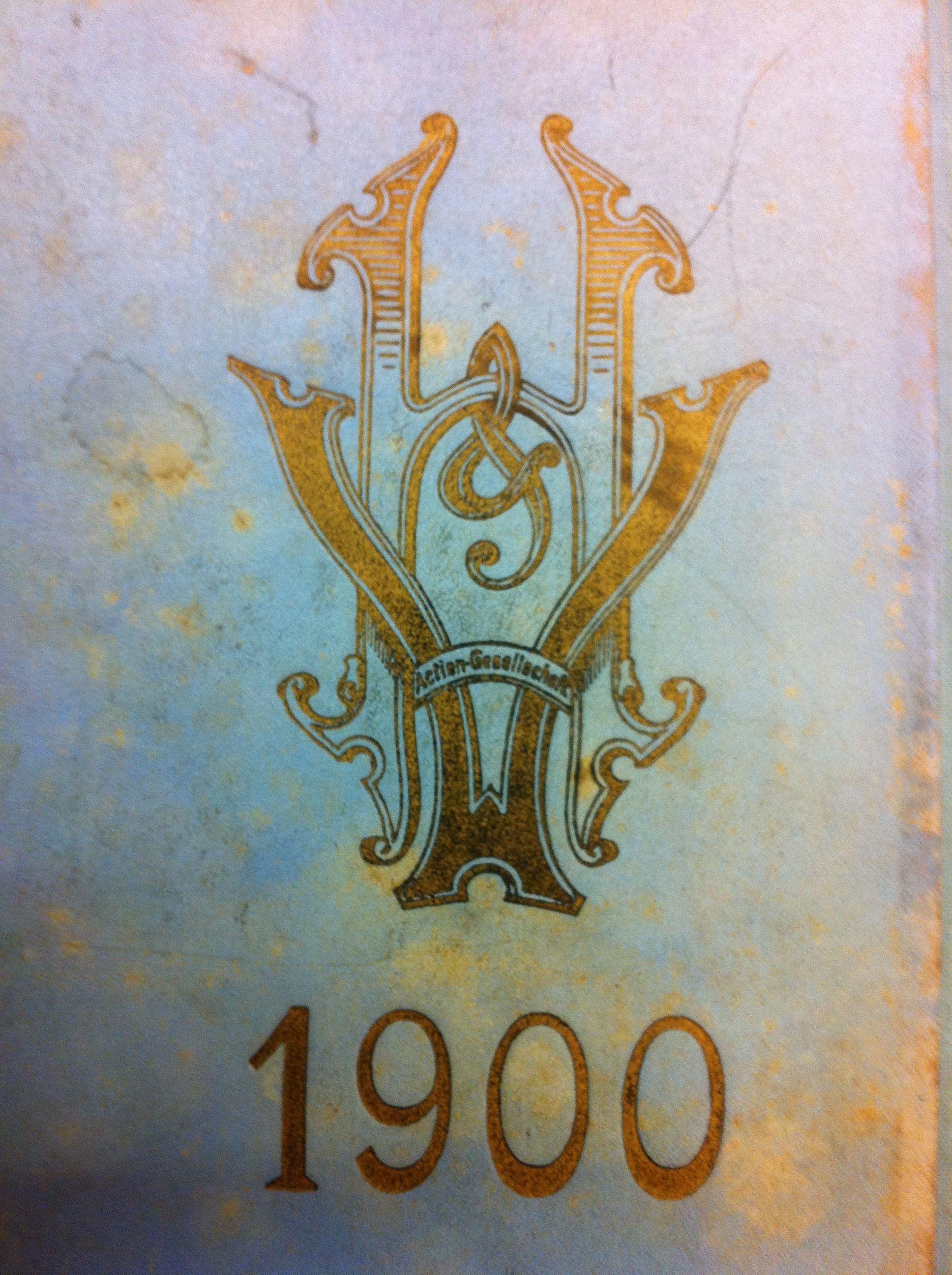
Haasenstein & Vogler Logo
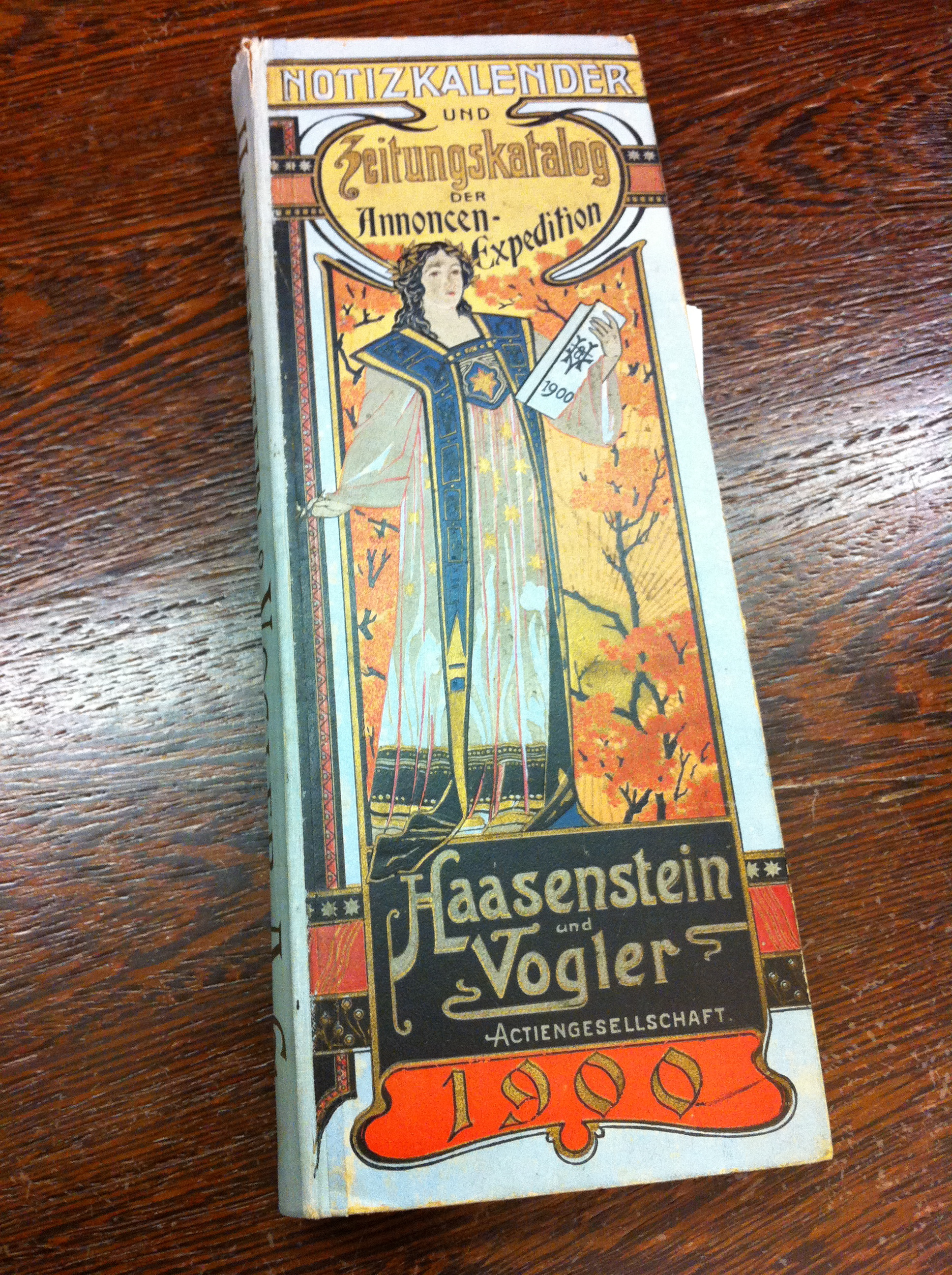
Notizkalender und Zeitungskatalog der Annoncen-Expedition Haasenstein und Vogler 1900
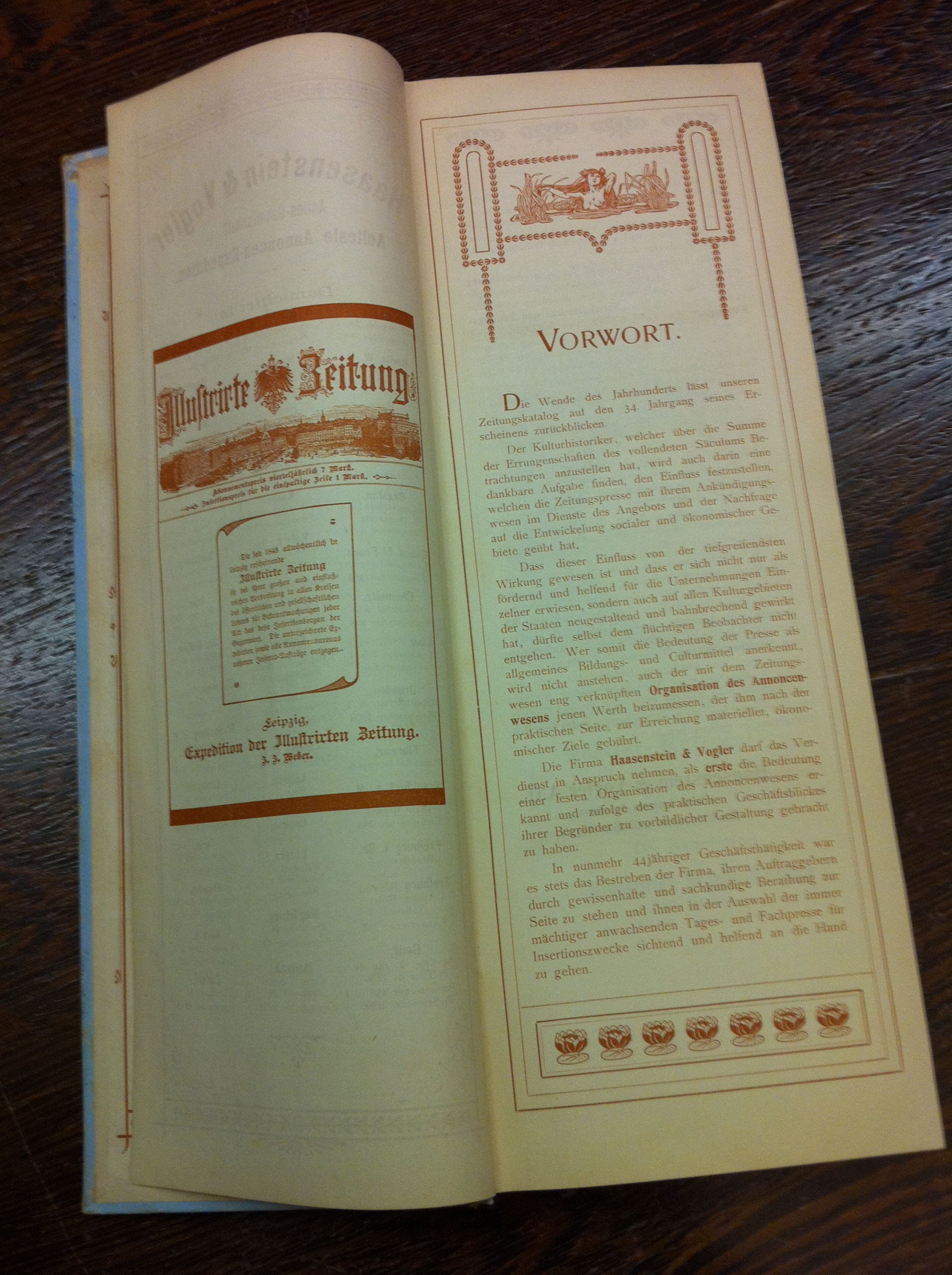
Vorwort
- Märkische Radfahrer-Zeitung, Nr. 3, 18. Januar 1900. Redaktion: Oskar Kilian, Druck und Verlag von Haasenstein & Vogler A. G. Berlin